# Club Atlético Osasuna (femenino)
El Club Atlético Osasuna Femenino es la sección de fútbol femenino del Club Atlético Osasuna de la ciudad de Pamplona, fundado en 2003 y que milita actualmente en la Segunda División Femenina de España.

## Historia
En el año 2003, el Club Atlético Osasuna creó por primera vez una sección de fútbol femenino disputando la temporada 2003/04 en la Regional Femenina de Navarra. Esa primera etapa del equipo femenino duró hasta la temporada 2006/2007. Dos campañas después, en la 2008/2009 se iniciaba una segunda etapa.
Tras varios años compitiendo en categorías regionales y nacionales, el 6 de junio de 2014, el Club Atlético Osasuna decidió prescindir de su equipo femenino tras el descenso del primer equipo masculino a la 2ª División. Sin embargo y ante el interés de la Junta Gestora que por entonces dirigía el club rojillo, se llegó a un convenio con el Mulier Fútbol Club Navarra por el cual, este recién creado club, pasaba a jugar a las Instalaciones Deportivas de Tajonar bajo la denominación Mulier-Osasuna en la Regional Femenina de Navarra, logrando el ascenso de categoría a la Primera Nacional - 2ª División y el campeonato liguero.
En 2016 se integró, junto con otros ocho clubes navarros, en el Club Deportivo Fundación Osasuna Femenino, en un proyecto para el fomento del fútbol femenino navarro y con el objetivo de alcanzar la Primera División Femenina de España.
En la temporada 2022/23 accede por primera vez a los playoff de ascenso a la liga F, enfrentándose en semifinales frente al Granada F ante el cual se elimina tras un 0-5 en el global.
Un año después, en la temporada 2023/24, vuelven a acceder a los playoff de ascenso quedando en cuarta posición por segundo año consecutivo. Esta eliminatoria la comienzan enfrentándose al Alhama F ante el que firman un 3-1 en el global de manera que acceden a la final de la fase de ascenso por primera vez en sus, hasta entonces, 21 años de historia. En la final se enfrentan al Espanyol F, ante el cual comienzan victoriosas con un 1-0 en las instalaciones deportivas de Tajonar pero pierden en Barcelona 3-1, finalizando con un 3-2 en el global a favor del Espanyol F.

## Uniforme
- Uniforme local: Camiseta roja con mangas azules, pantalón azul marino y medias negras.
- Uniforme visitante: Camiseta y pantalón amarillo y medias blancas.

## Estadio
El club disputaba sus partidos en las Instalaciones Deportivas de Tajonar.

## Cantera

### Filial
Durante varios de los años que el primer equipo militó en categoría nacional, también existía un equipo filial que disputaba el campeonato de liga de la Regional navarra, y que en las temporadas 2011/12 y 2012/13, llegó a proclamarse campeón de la Copa Navarra de Fútbol Femenino.

### Cadete
En la temporada 2007/08 fue uno de los clubes pioneros en la creación de la categoría de Cadete Femenina en Navarra, proclamándose campeón de liga.

### Fútbol 7
También disponía de un equipo de Fútbol 7, que también cosechaba títulos de campeón y subcampeón, tanto en liga como en copa.

## Premios
El equipo filial fue uno de los ganadores del "Premio a la Deportividad" otorgado por Desde La Banda - Fútbol Navarro en las temporadas 2011/12 y 2012/13.